# Quốc huy Bénin
Quốc huy Bénin được thông qua sau khi chính quyền cộng sản sụp đổ vào năm 1990.

## Lịch sử quốc huy Bénin

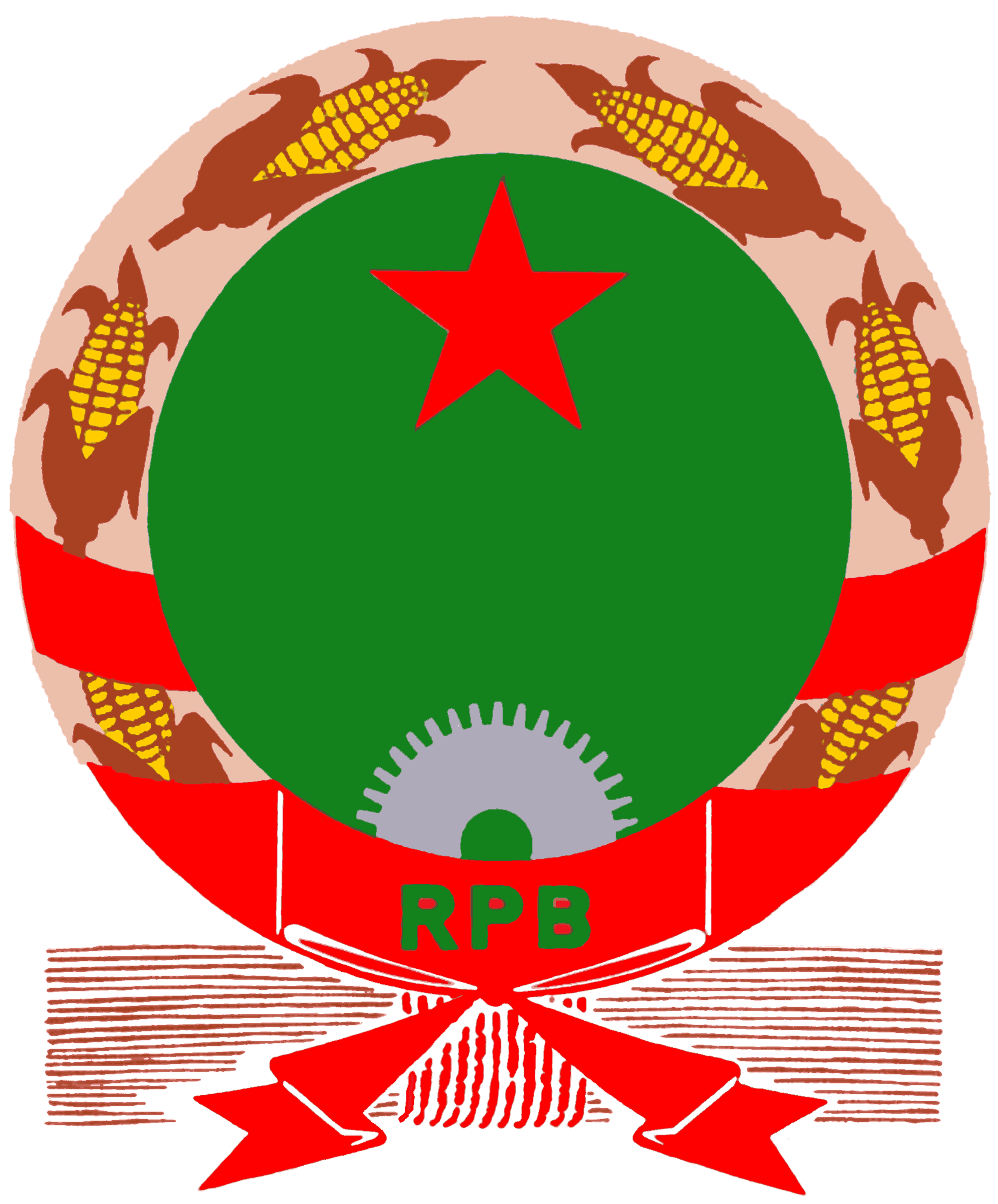